# Volkssturm

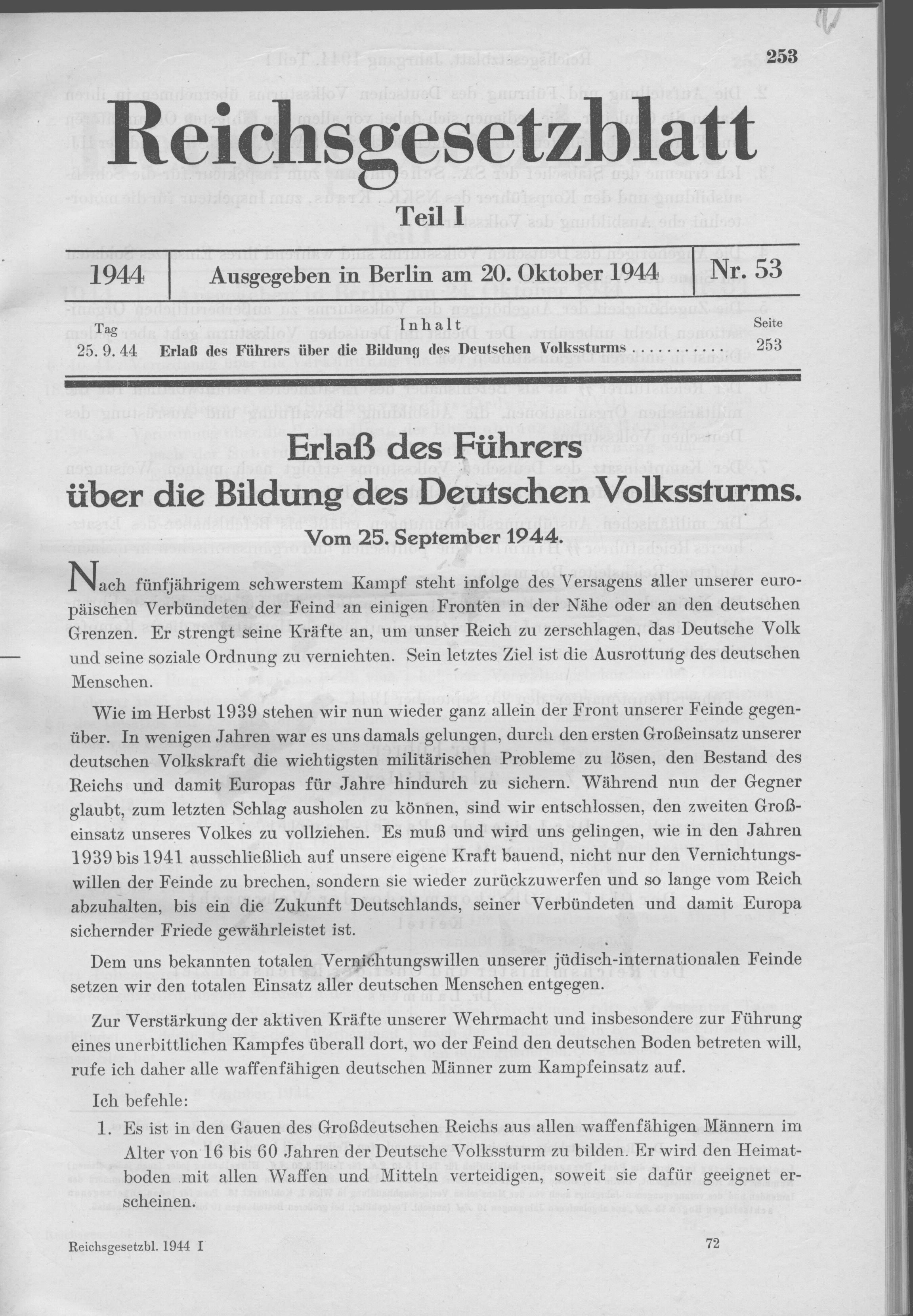
Erlass des „Führers“ über die Bildung des Deutschen Volkssturms vom 25. September 1944

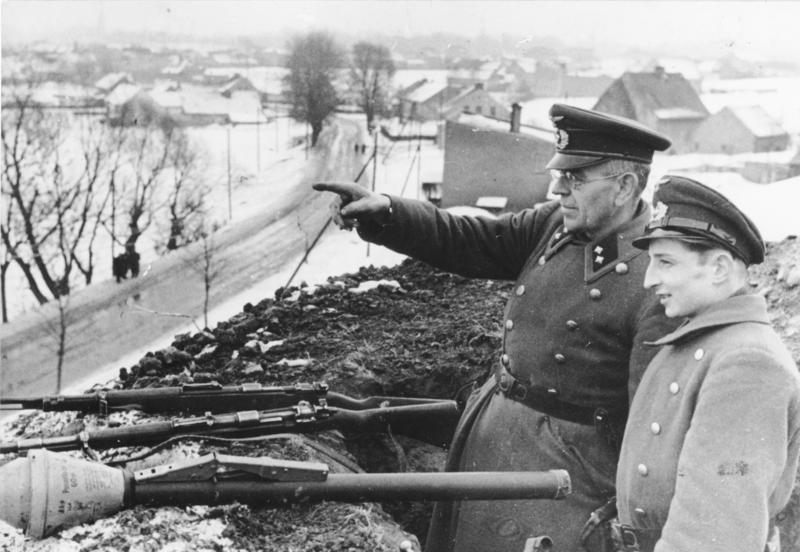
Bundesarchiv Bild 183-H29033, Ratibor, Volkssturmmänner mit Panzerfaust und Karabiner

Der Deutsche Volkssturm war eine deutsche militärische Formation in der Endphase des Zweiten Weltkrieges. Er wurde nach einem von der NSDAP ausgehenden propagandistischen Aufruf an alle waffenfähigen Männer im Alter von 16 bis 60 Jahren außerhalb der vorherigen Wehrpflicht gebildet, um den „Heimatboden“ des Deutschen Reiches zu verteidigen, „bis ein die Zukunft Deutschlands und seiner Verbündeten und damit Europas sichernder Frieden gewährleistet“ sei. Ziel des Aufrufs war, die Truppen der Wehrmacht zu verstärken.

Die Bildung des Deutschen Volkssturms wurde am 18. Oktober 1944, dem 131. Jahrestag der Völkerschlacht von Leipzig, publik gemacht und zwei Tage später offiziell verkündet. Dadurch konnten erste Volkssturmverbände propagandawirksam vorgeführt werden, die auf einen Führererlass vom 25. September 1944 hin aufgestellt worden waren, nachdem an der Westfront am 12. September 1944 amerikanische Verbände erstmals die deutsche Reichsgrenze bei Aachen überschritten hatten und weiter vorzustoßen drohten. 

## Organisatorische Einbindung
Die Hauptaufgaben des Volkssturms umfassten:
- Bau- und Schanzarbeiten
- Sicherungsaufgaben
- Verteidigung von Ortschaften

Diese Tätigkeiten wurden in der Regel in der unmittelbaren Heimatgegend ausgeführt. Die militärische Organisation, Ausbildung, Bewaffnung und Ausrüstung sollte vom Ersatzheer geleistet werden, das dem Reichsführer SS und Chef der Heeresrüstung Heinrich Himmler unterstand. Aufstellung und Führung der Bataillone des Volkssturms wurden in die Hände der Gauleiter gelegt, die sich dazu des Führungspersonals der lokalen Organisationen der NSDAP, der SA, der SS, des NSKK und der HJ bedienen sollten. Martin Bormann erhielt die Befugnis, die „politischen und organisatorischen“ Ausführungsbestimmungen zu erlassen. Er ordnete an, dass der Volkssturm nach NSDAP-Ortsgruppen und Kreisgruppen gegliedert in Kompanien und Bataillonen aufgestellt wurde, und gab Bestimmungen über Ausrüstung und Kennzeichnung der Volkssturmmänner heraus.
Die Aufstellung des Volkssturms wurde von umfangreichen Propagandaaktivitäten begleitet. Der Volkssturm war nicht Teil der Wehrmacht. Die Männer waren ohne Uniform und wenn sie nicht mindestens eine angesteckte Armbinde als Kennzeichen trugen, keine Kombattanten nach der Haager Landkriegsordnung und genossen dann deren Schutz nicht.

## Rekrutierung
Nach der deutschen Bevölkerungsstatistik wären etwa sechs Millionen Männer volkssturmpflichtig gewesen. Dem standen jedoch Erfordernisse der Kriegswirtschaft entgegen. Produktionsrückgänge sollten möglichst vermieden werden. Je nach Alter und Tauglichkeit wurden die Volkssturmpflichtigen klassifiziert:
- Das Aufgebot I umfasste alle tauglichen und waffenfähigen Männer der Jahrgänge 1884 bis 1924. Die meisten Angehörigen dieses Aufgebots waren über 50 Jahre alt und hatten bereits im Ersten Weltkrieg gedient. Sie konnten bis zu sechs Wochen dienstverpflichtet werden. Die aus ihnen gebildeten Volkssturmbataillone konnten auch außerhalb des Heimatgaus eingesetzt werden.
- Das Aufgebot II bildeten Männer von 16 bis 50 Jahren, die einen als kriegswichtig erachteten Beruf ausübten und deswegen unabkömmlich („uk“) gestellt waren. Diese Einheiten wurden immer nur kurzzeitig und in unmittelbarer Heimatnähe eingesetzt, um mögliche Rüstungsproduktionen nicht zu stören.
- Das Aufgebot III umfasste die Jahrgänge 1925 bis 1928, soweit sie nicht schon bei der Wehrmacht oder Waffen-SS Dienst taten. Der Jahrgang 1928, damals 16-jährig, sollte bis zum 31. März 1945 in der Hitlerjugend (HJ) und dem Reichsarbeitsdienst (RAD) militärisch ausgebildet werden, die älteren Jahrgänge dieses Aufgebots waren bereits in der HJ organisiert oder zum RAD eingezogen worden.
- Das Aufgebot IV umfasste alle nicht kriegsdienstverwendungsfähigen, das heißt eigentlich wehruntauglichen Männer; sie sollten für Wach- und Sicherungsaufgaben eingesetzt werden.
- „Jüdische Mischlinge ersten Grades“ sollten nach Vorschlag der Kanzlei des Führers von der Teilnahme am Volkssturm ausgeschlossen werden.[2]

Mit dem Geburtsjahrgang 1928 wurden Jugendliche eingezogen, die weitestgehend während der nationalsozialistischen Herrschaft sozialisiert worden waren. Eine Verordnung Wilhelm Keitels vom 5. März 1945 dehnte die Wehrpflicht grundsätzlich auf die männlichen Angehörigen des Jahrgangs 1929 aus.
Wie viele Männer im Volkssturm Dienst taten, ist nicht bekannt. Generalmajor Hans Kissel, Chef des „Führungsstabes Deutscher Volkssturm beim Reichsführer SS“, schätzte, dass über 700 Volkssturm-Bataillone zu einem Einsatz mit Feindberührung kamen.

## Bewaffnung

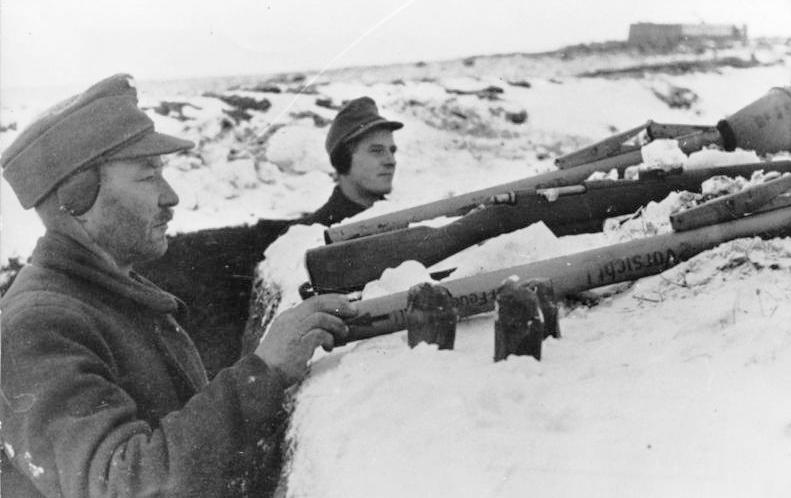
Volkssturmmänner mit Panzerfäusten und Karabinern im Januar 1945 in Königsberg

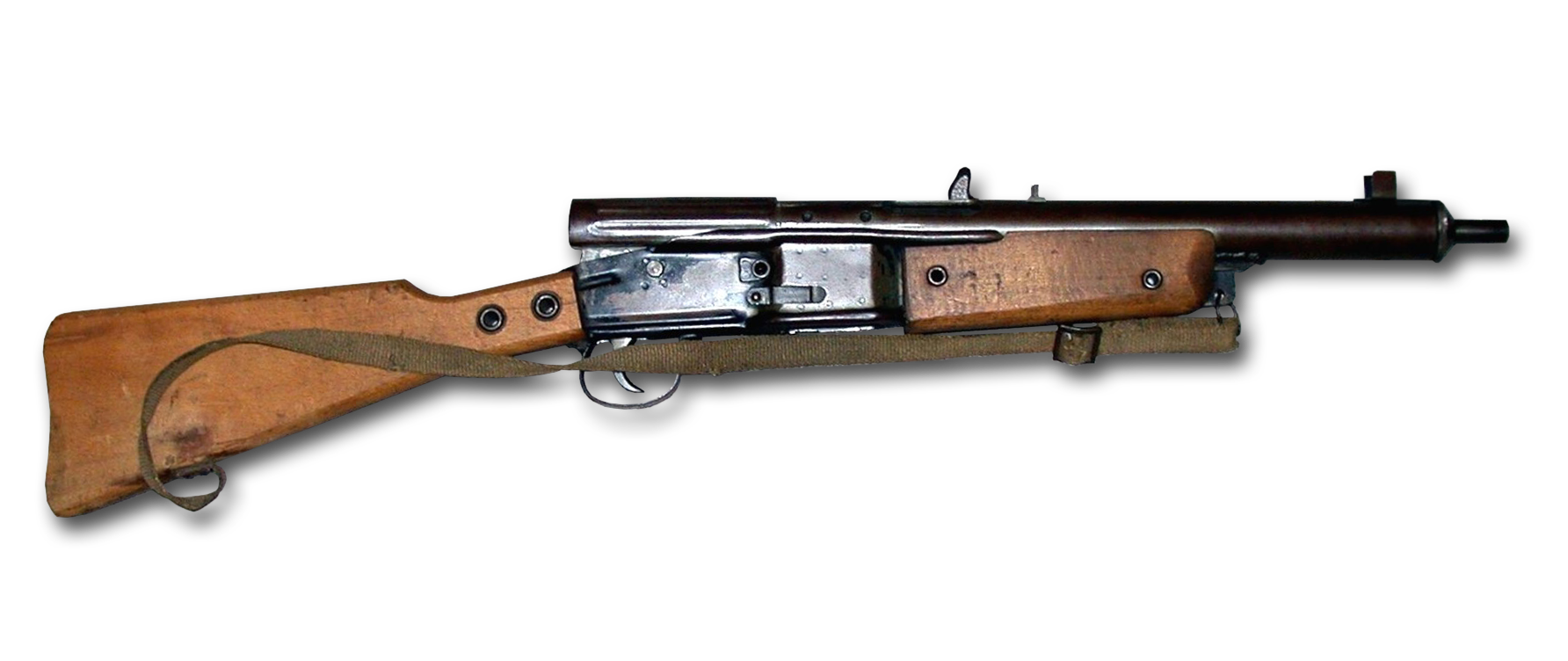
Volkssturmgewehr VG 1-5

Der Volkssturm wurde nur notdürftig ausgerüstet und ausgebildet, weshalb die militärische Wirkung eher gering war. 
Es war offensichtlich, dass der Volkssturm auf keinen Fall mit Waffen aus der laufenden Produktion ausgerüstet werden konnte, da diese nicht einmal annähernd für die Wehrmacht ausreichten. Im Herbst 1944 betrug der monatliche Verlust an Karabinern 98k 300.000 Stück, wobei lediglich 200.000 gefertigt werden konnten. Die Wehrmachtsführung war nicht bereit, den Volkssturm auch noch auszurüsten. Allerdings waren im September 35.000 Karabiner aus der laufenden Fertigung „verschwunden“ – und illegal dem Volkssturm zugeführt worden. Mancherorts standen tschechische, italienische, norwegische oder französische Beutegewehre zur Verfügung, oft ohne ausreichende Munition. 
Nach einer Aufstellung Kissels über den Waffenbedarf vom November 1944 benötigten die Aufgebote I und II allein in den feindbedrohten Gauen 1,3 Millionen Handfeuerwaffen; nur 18.575 waren vorhanden. Statt einer Sollstärke von 75.000 Maschinengewehren waren nur 181 verfügbar. Waffenausbildung und Schießausbildung waren mangels Waffen und Munition sinnlos. Viele blieben der Ausbildung fern, obwohl eine Abwesenheit nach Militärstrafgesetzbuch abgeurteilt werden konnte.
Für den Volkssturm wurden folgende Waffen speziell entwickelt und ausgegeben:
- VG 1, Kaliber 7,92 × 57 mm, Originalhersteller C. G. Haenel, Suhl[3]
- VG 1-5, Kaliber 7,92 × 33 mm. Diese Waffe ist bekannt unter den amtlichen Bezeichnungen Volkssturmgewehr Spezial,[4] aber auch Volksgewehr, VG 1-5 oder VG-45. Es hat einen durch Gasdruck verzögerten Masseverschluss.[5]
- VG 2 (Spreewerk Berlin)
- Volkskarabiner 98, ein stark fertigungsvereinfachtes Mauser Modell 98 (hergestellt nur von Steyr mit dem Code „bnz“)

Die (nicht überprüfbaren) amtlichen Angaben meldeten eine produzierte Menge von 8.400 Gewehren im Januar, 19.900 Gewehren im Februar und im März 1945 24.700 Gewehren. Für die Zeit danach gibt es keine Angaben mehr.
Eine typische Waffe des Volkssturms waren Panzerfäuste. Allein 1945 wurden noch über 2 Millionen Panzerfäuste hergestellt und an die Wehrmacht sowie an den Volkssturm ausgegeben. Insgesamt wurden 6,7 Millionen Panzerfäuste produziert.

## Einsätze
Der Volkssturm kam im Osten zwischen Mitte Januar und Mitte April 1945 in den zu „Festen Plätzen“ erklärten Städten des Reichs wie bei Breslau und bei Posen, zur Verteidigung der Oder-Linie, in Pommern und während der Schlacht um Berlin zum Einsatz. Im Februar 1945 wurde der in Königsberg eingesetzte Bataillonsführer Ernst Tiburzy als erster von insgesamt vier Volkssturm-Angehörigen mit dem Ritterkreuz des Eisernen Kreuzes ausgezeichnet. Die Angst vor Racheakten und Gräueltaten der Roten Armee stärkte den Kampfwillen. 15.000 Angehörige des Volkssturms verteidigten zusammen mit Soldaten der Wehrmacht, immer wieder angetrieben von Gauleiter Karl Hanke, monatelang das belagerte Breslau bis in den Mai 1945 hinein. 

Obwohl die NS-Propaganda versuchte, die angloamerikanische Besetzung für ebenso schrecklich auszugeben wie die sowjetische, gaben die Volkssturmbataillone an der Westfront sehr schnell den Kampf auf. Der amerikanische Nachrichtendienst fasste eine mehrmonatige Erfahrung folgendermaßen zusammen: 

„Nirgends an der Westfront war der Volkssturm fähig, auch nur hinhaltende Gefechte zu liefern oder einen Haus-zu-Haus-Widerstand zu leisten, wofür er ja aufgestellt worden war.“

Insgesamt erlitt der Volkssturm hohe Verluste bei geringer militärischer Wirkung. Exakte Opferzahlen sind unbekannt; es wird angenommen, dass von den 175.000 als vermisst gemeldeten Volkssturmangehörigen die meisten gefallen sind.
Die Strategie von Bormann und Joseph Goebbels, durch fanatischen Widerstand und damit auch für die Alliierten steigende Kriegsopferzahlen doch noch einen Ermattungsfrieden zu ertrotzen, ging nicht auf. Entsprechende Hoffnungen beruhten auf der deutschen Einschätzung, die öffentliche Meinung insbesondere in den Ländern der Westalliierten werde sich bei fortgesetzt hohen Opferzahlen gegen die Strategie der westlichen Regierungen wenden, den Krieg ohne Einschränkungen bis zur bedingungslosen Kapitulation der deutschen Streitkräfte fortzusetzen.
Kriegsgefangene Volkssturmmänner wurden – wie andere deutsche Soldaten auch – von der amerikanischen „Military Intelligence“ verhört, also von Einheiten, deren Aufgabe die militärische Feindaufklärung war. In den Berichten der CPM/MID (Captured Material and Branch Personel/Military Intelligence Division) erschien der Volkssturm wahlweise als militärisch wertlose Zwangsvereinigung alter Männer oder als NSDAP-gesteuertes Instrument mit der Aufgabe, fahnenflüchtige Wehrmachtssoldaten zu fassen.

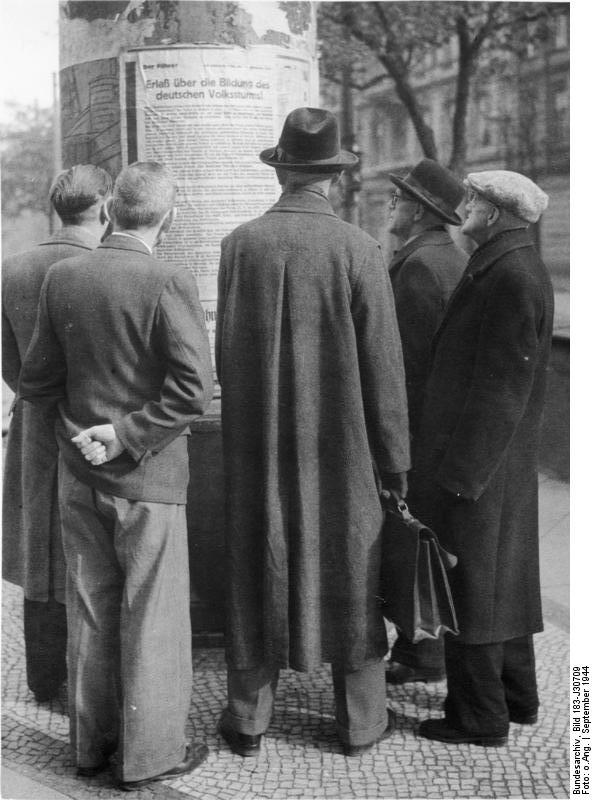
„Erlaß über die Bildung des deutschen Volkssturms“ an Berliner Litfaßsäule, 1944
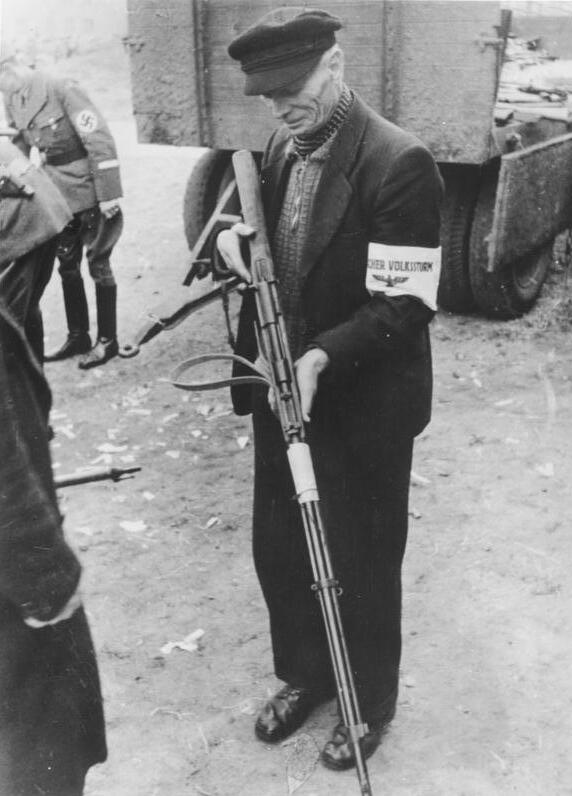
Volkssturmmann 1944 mit inoffizieller Armbinde
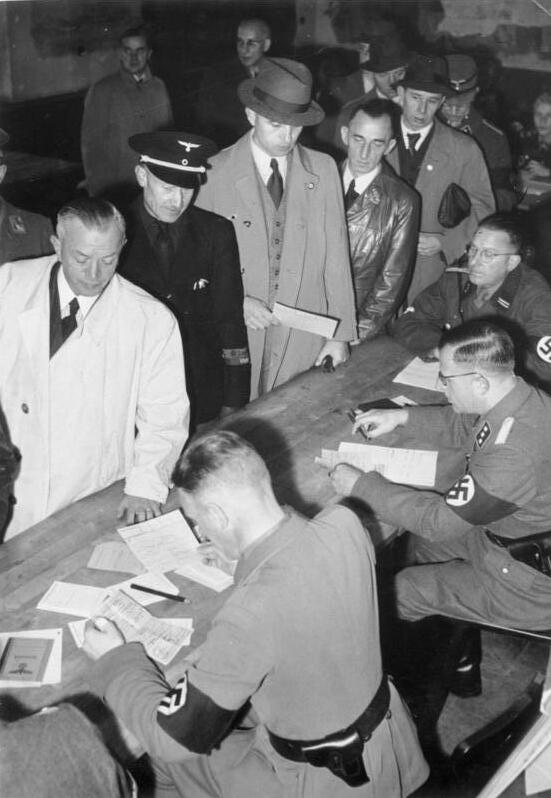
Einberufung zum Volkssturm in einer Meldestelle, Oktober 1944
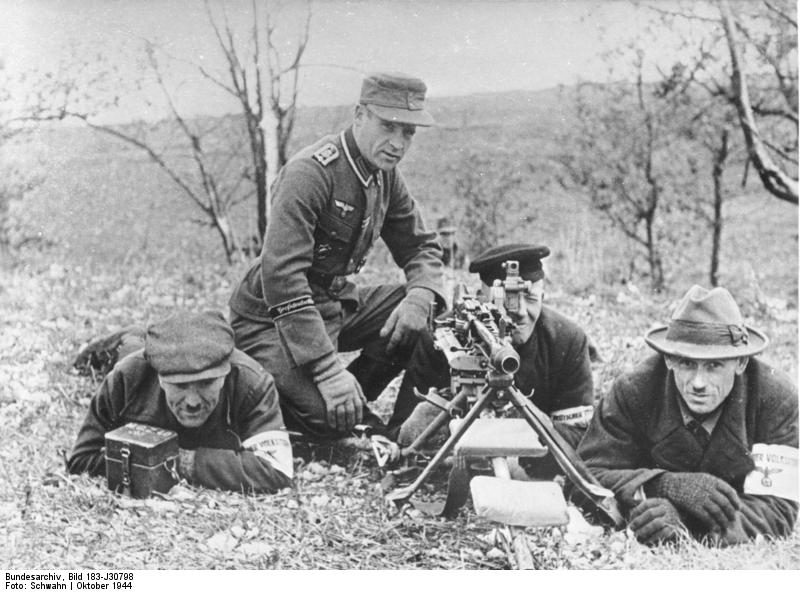
Oberfeldwebel der Panzergrenadier-Division „Großdeutschland“ bei der Ausbildung von Volkssturm-Männern am Maschinengewehr 42 in Ostpreußen, Oktober 1944
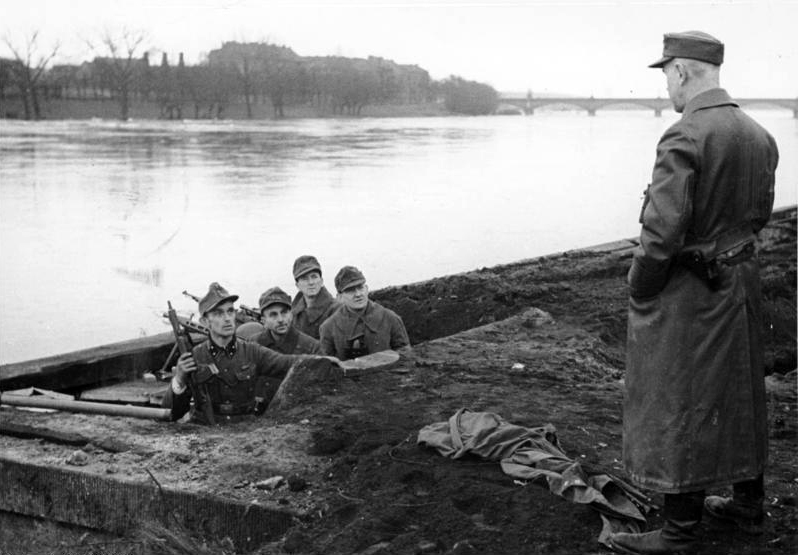
Volkssturmmänner an der Oder, der Soldat ganz links trägt ein Volkssturmgewehr VG 1-5
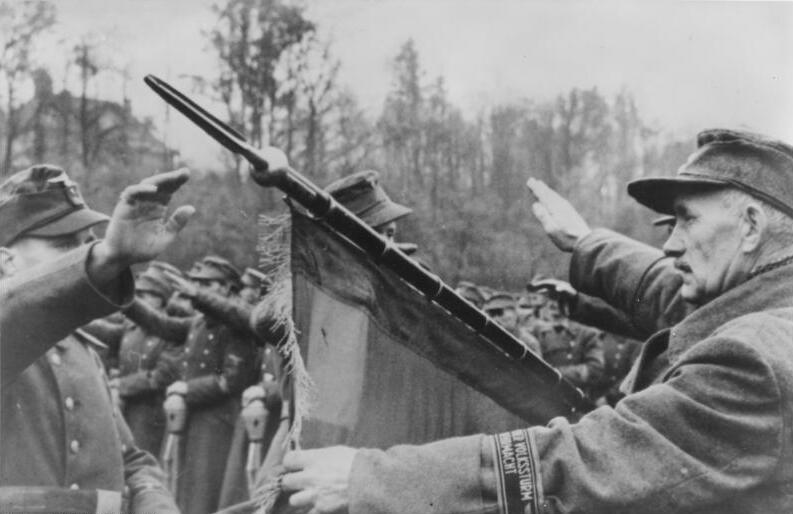
Vereidigung von Volkssturmmännern

## Rechtlicher Status und Uniformierung

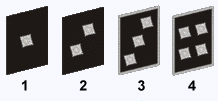
Volkssturmmann (kein Abzeichen), Gruppenführer (1), Zugführer (2), Kompanieführer (3), Bataillonsführer (4)

Armbinde des Volkssturms

In rechtlicher Hinsicht waren die Angehörigen des Volkssturms während ihrer Einsätze Soldaten im Sinne des deutschen Wehrgesetzes von 1935. Dieses Gesetz ermöglichte es, den Kreis der Wehrpflichtigen auch über das 45. Lebensjahr hinaus auszudehnen, um weitere Reserven zur Reichsverteidigung aufzubieten.
Es gab nur fünf unterschiedliche Dienstgrade: Volkssturm-Mann, Gruppenführer, Zugführer, Kompanieführer und Bataillonsführer.
Da die Wehrmacht nicht ausreichend Uniformen zur Verfügung stellen konnte, trugen zahlreiche Volkssturmangehörige „Phantasieuniformen“, so etwa diejenige der Reichsbahn, umgefärbte Partei- oder HJ-Uniformen, alte Uniformen des Deutschen Heeres oder gewöhnliche zivile Anzüge. Eine Armbinde mit der Aufschrift „Deutscher Volkssturm – Wehrmacht“ machte seine Angehörigen als Kombattanten kenntlich, auch wenn sie in der Uniform der Hitlerjugend oder in Zivilkleidung kämpften.
Der Name Volkssturm sollte für alle Einheiten verbindlich sein, jedoch veranlasste der Gauleiter des Reichsgaus Tirol-Vorarlberg Franz Hofer, dass die Volkssturmbataillone des Gaus gauintern die Bezeichnung Standschützenbataillone trugen, und verschaffte ihnen sogar ein eigenes Ärmelzeichen in Rautenform mit einem Tiroler Adler auf dem Hakenkreuz und der Inschrift „Standschützen Bataillon (Ort)“. Des Weiteren wurde das Freikorps Sauerland des Gaues Westfalen-Süd im Oktober 1944 in den Volkssturm integriert und behielt dort seine Bezeichnung und Abzeichen.

## Freikorps Adolf Hitler
Das Freikorps Adolf Hitler war ein gegen Ende des Zweiten Weltkrieges in Deutschland aufgestellter Kampfverband des Volkssturms.
Am 28. März 1945 wurde von Adolf Hitler die Aufstellung des nach ihm benannten Verbandes verfügt (Aufstellungsverfügung siehe BA-ZNS/WA 11g). Wie Reichspropagandaminister Joseph Goebbels den Gauleitern der NSDAP am 30. März in einem Brief mitteilte, sollte sich dieser aus „Aktivisten der Bewegung, Freiwilligen des Volkssturms und Freiwilligen der Werkschar“ zusammensetzen und von Robert Ley, dem Reichsorganisationsleiter der NSDAP und Führer der Deutschen Arbeitsfront, kommandiert werden; jeder Gau sollte einen „Gauschwarm“ von 1000 Mann aufstellen. Die Kandidaten für das Freikorps sollten im Sinne der NSDAP politisch geschult sein und über eine militärische Grundausbildung verfügen. Die Ablehnung einer Freiwilligenmeldung aus dem Grunde der Unabkömmlichkeit des Freiwilligen in der Verwaltung sei aufgrund der dringenden Kriegslage nicht statthaft. Jeder Freiwillige sei mit einer Lebensmittelration für drei Tage auszustatten.
Die Aufstellung der „Gauschwärme“, die in „Kreisschwärme“ und „Einzelschwärme“ gegliedert wurden, sollte auf den Truppenübungsplätzen der Wehrmacht, die im Gau lagen, erfolgen. Die Uniform sollte aus Trainingshose, Uniformjacke, Mütze, Tarnanzug und Armbinde mit der Aufschrift Freikorps Adolf Hitler bestehen, die Bewaffnung aus Sturmgewehren, Panzerfäusten und Handgranaten. Fahrräder sollten ihnen eine gewisse Mobilität verleihen.
Die Einheiten wurden für den Einsatz dem Heer unterstellt und von diesem auch versorgt. Von der Wehrmacht wurden die Einheiten als Panzerjagdkommandos oder Panzerjagdverbände bezeichnet.
So kämpften Verbände des Freikorps Adolf Hitler wie der Panzerjagdverband Döberitz („Gauschwarm Berlin“) und der Panzerjagdverband Munster bis zur Kapitulation im Rahmen der 12. Armee westlich von Berlin.

## Museale Rezeption
Im Wiener Heeresgeschichtlichen Museum ist der Volkssturm ausführlich dokumentiert. So sind im Bereich Republik und Diktatur Uniformen und Bewaffnung des Volkssturms ausgestellt.